# Borniochrysa appendiculata
Borniochrysa appendiculata is een insect uit de familie van de gaasvliegen (Chrysopidae), die tot de orde netvleugeligen (Neuroptera) behoort. 
Borniochrysa appendiculata is voor het eerst wetenschappelijk beschreven door Esben-Petersen in 1926.